# Nowa Biela
Nowa Biela (niem. Neu Bielendorf) – uroczysko-dawna miejscowość, dawniej przysiółek wsi Bielice położonej w województwie dolnośląskim, w powiecie kłodzkim, w gminie Stronie Śląskie.

## Położenie
Nowa Biela położona była na południe od Bielic, w górnej części doliny Białej Lądeckiej, w pobliżu ujścia do niej potoku Bielawka, na wysokości około 750–770 m n.p.m.

## Historia
Powstała jako kolonia pobliskiej wsi Bielice prawdopodobnie w XVI wieku. To tutaj w 1693 roku urodził się Michael Klahr, słynny śląski rzeźbiarz doby baroku. Na początku XIX wieku wieś liczyła 80 mieszkańców i 19 gospodarstw, a także miała własną kaplicę z modrzewiową dzwonnicą.
Po 1945 roku po wysiedleniu ludności niemieckiej, wieś pozostała niezasiedlona. Przez kilka lat domy służyły jako łatwo dostępny surowiec budowlany lub materiał opałowy (także modrzewiowa dzwonnica), często wywożony w całości do Polski centralnej. Przez dłuższy czas, aż do końca lat 80. XX wieku zachował się jedynie okazały budynek dawnego posterunku celnego, w którym najpierw po wojnie funkcjonowała strażnica WOP, a później ośrodek wypoczynkowy. Po przejęciu zarządzania budynkiem przez Nadleśnictwo Lądek Zdrój, został on całkowicie zdewastowany, a w końcu rozebrany w 1995 roku.

## Turystyka
Teren dawnego przysiółka jest wyjątkowo ciekawy krajobrazowo. Ponad doliną wznoszą się dwie grupy skalne, z których roztacza się szeroki, malowniczy widok na góry. Latem na jednej z nadrzecznych łąk regularnie obozują harcerze. Przez przysiółek prowadzą znakowane szlaki:
- żółty szlak turystyczny z Bielic na Przełęcz Dział,
- zielony szlak turystyczny z Bielic na Przełęcz Płoszczynę przez rezerwat przyrody Puszcza Śnieżnej Białki.

## Galeria

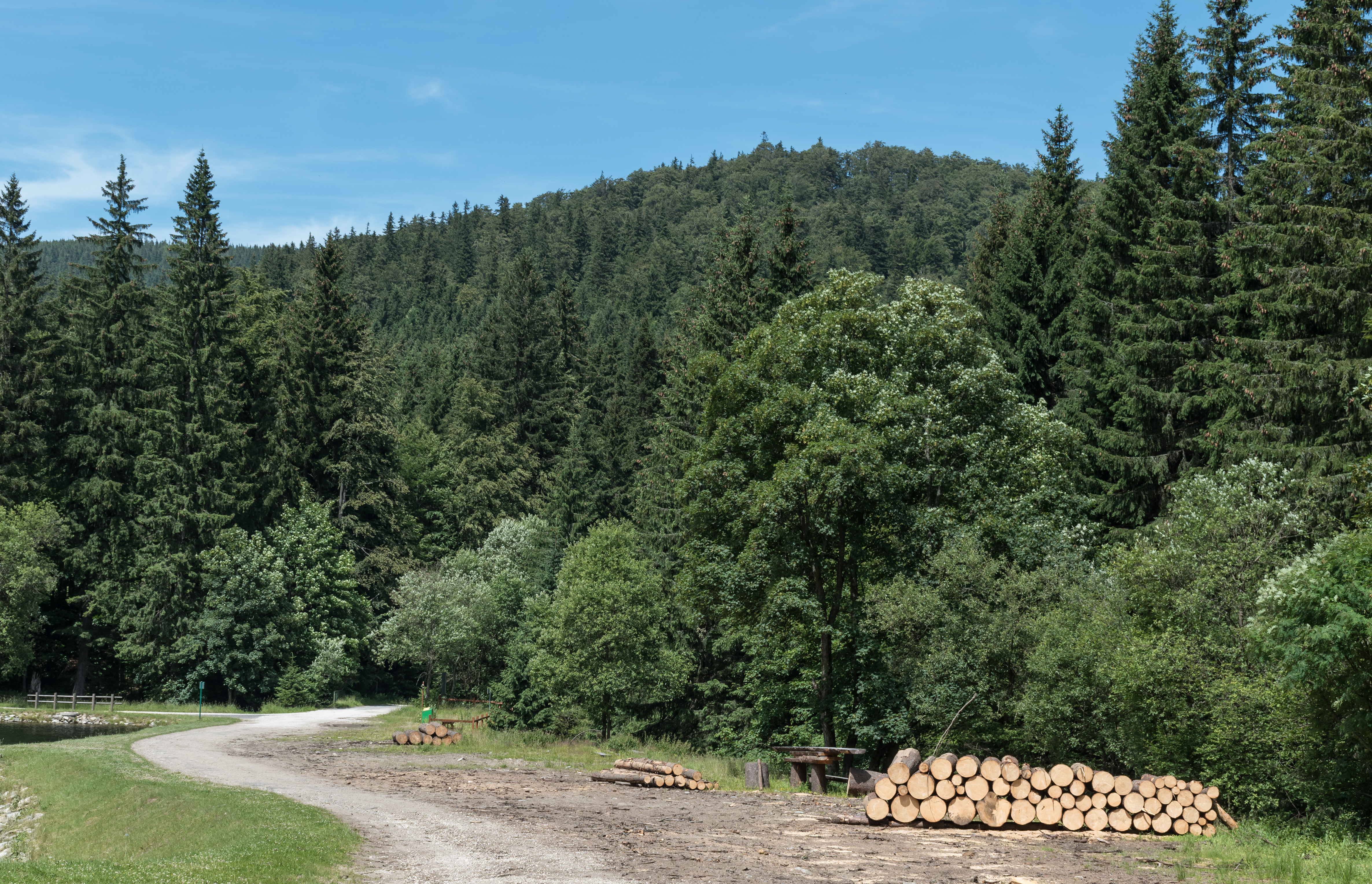
Widok z Nowej Bieli na Szeroką Kopę
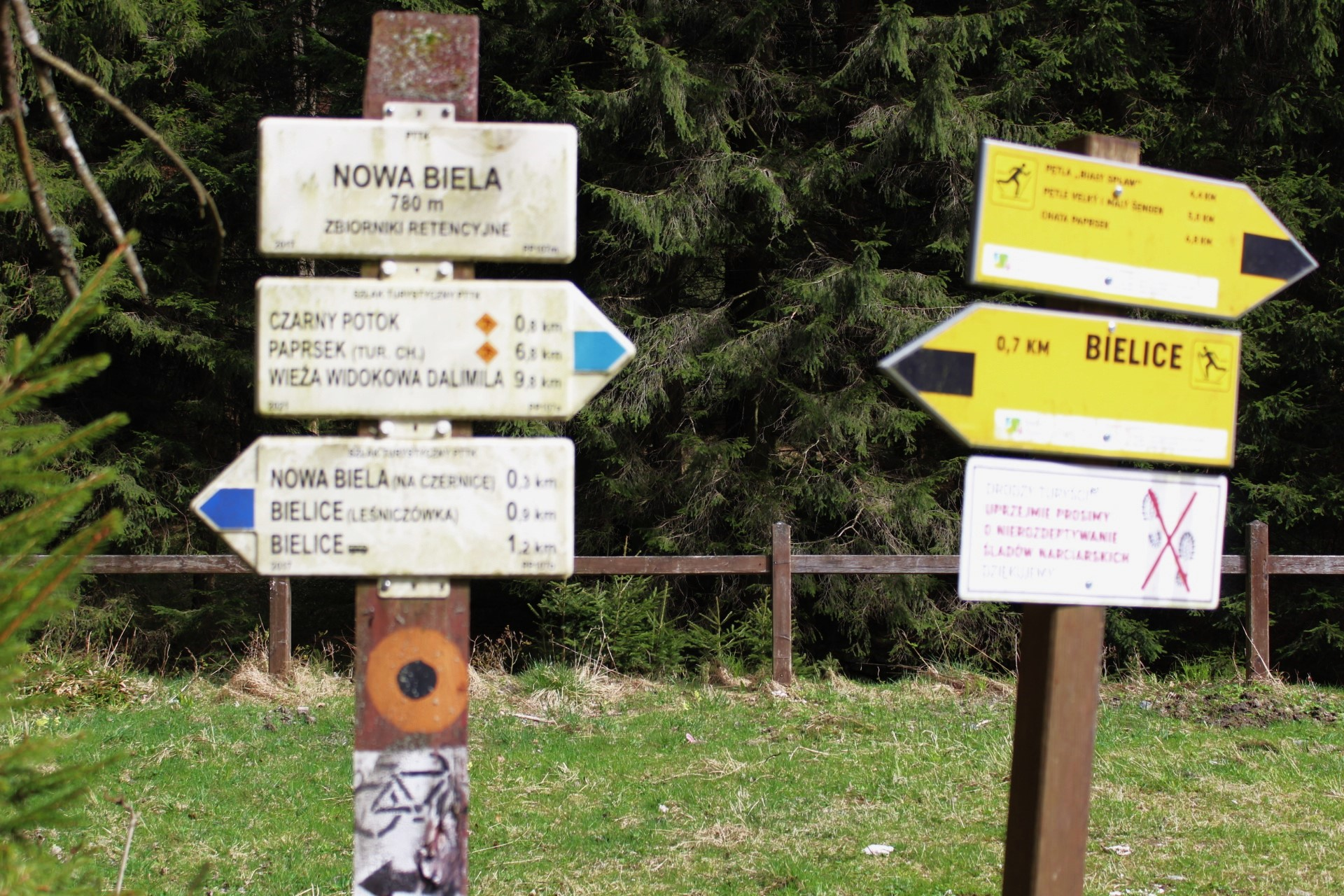
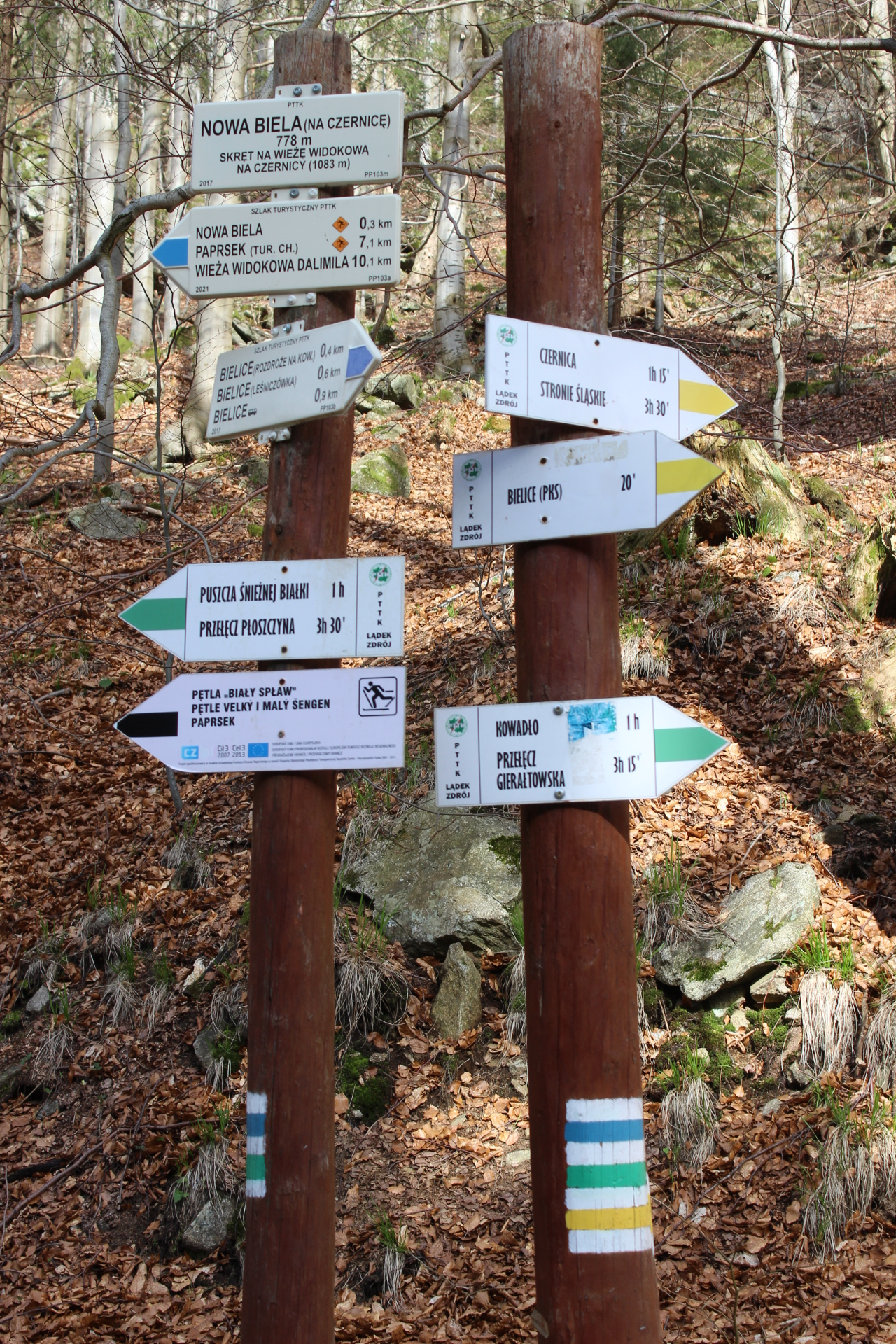
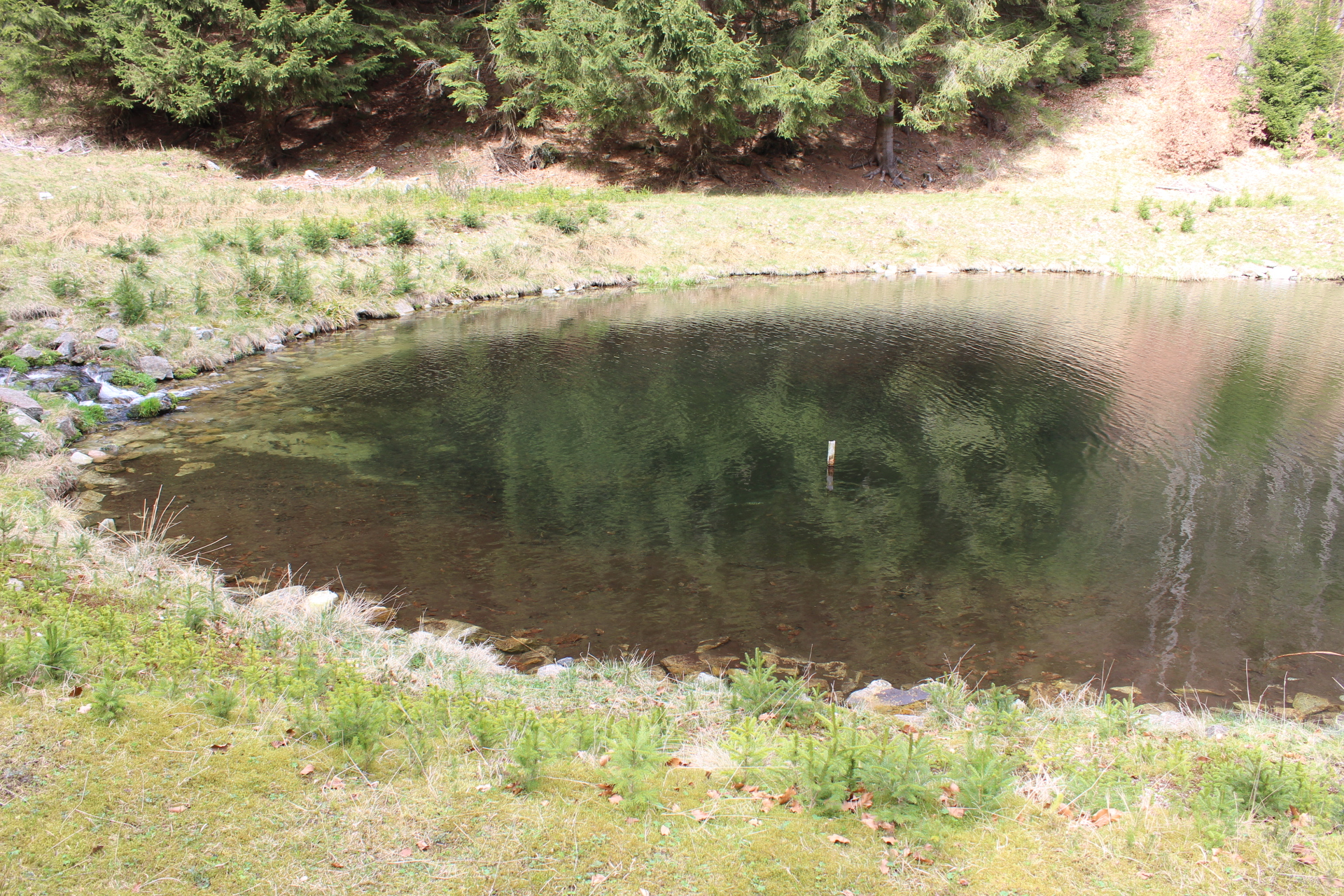
Zbiornik